# Allura rood AC
Allura rood AC is een rode synthetische azokleurstof.

## Toepassingen en regelgeving
Als additief in voedingsmiddelen is het in de Europese Unie toegestaan onder E-nummer E129. Het wordt afgeraden voor mensen met astma. Allura rood AC behoort tot de additieven waarvan de Britse voedingsautoriteit in september 2007 aangaf dat het verminderen van het gebruik bij hyperactieve kinderen mogelijk enig positief effect kan hebben.
De kleurstof is in de EU ook toegelaten als haarkleurstof in niet-oxiderende haarkleurmiddelen (maximale concentratie 0,4%).
De European Food Safety Authority (EFSA) heeft een nieuwe beoordeling gemaakt van de veiligheid van het gebruik van de kleurstof Allura rood AC omdat er nieuwe data beschikbaar zijn gekomen over de blootstelling aan de kleurstof. De EFSA stelt vast dat de drempel van 7 milligram per kilogram lichaamsgewicht die als maximum toelaatbare inname per dag in geen enkele categorie van de bevolking wordt overschreden.

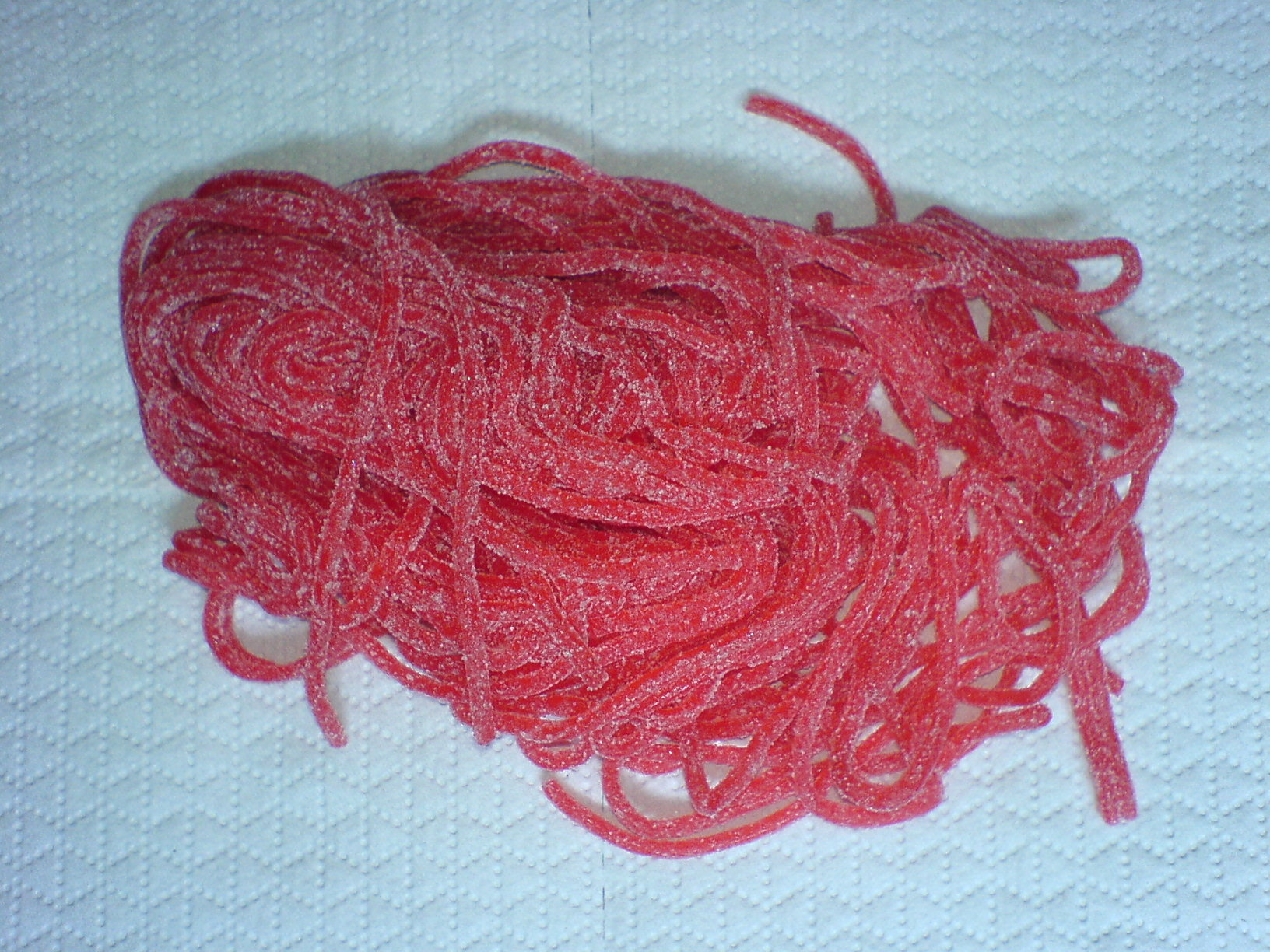
Snoepgoed gekleurd met Allura Rood AC